# Martín Ramón Aluja Schuneman Hofer
Martín Ramón Aluja Schuneman Hofer (Ciudad de México, 8 de noviembre de 1957) es un ingeniero agrónomo, entomólogo, investigador, académico y catedrático mexicano. Se ha especializado en las áreas de nanotecnología para aplicaciones agrícolas y ambientales, ecología química, biología molecular y fitosanidad. Se ha distinguido por sus investigaciones sobre el comportamiento de los insectos y el manejo de plagas mediante mecanismos biorracionales.

## Estudios y docencia
Realizó sus estudios en el Instituto Tecnológico y de Estudios Superiores de Monterrey (ITESM), en Monterrey, Nuevo León, y en la Universidad Cornell, en Ithaca, Nueva York; en 1981 obtuvo la licenciatura en Ingeniería Agrónoma. Posteriormente obtuvo el grado de Doctor en Ciencias por la Universidad de Massachusetts Amherst en 1990, obteniendo un Ph.D en entomología. Después de esto realizó una estancia posdoctoral de 9 meses en la Agroscope Swiss Federal Research Station en Wädenswil, Suiza.  Ha impartido cursos a nivel licenciatura, maestría y doctorado y ha dirigido más de 30 tesis.

## Investigador y académico
Desde 1990 colabora como investigador titular en el Instituto de Ecología, institución que dirige desde 2010. Desde 1999 es investigador nivel III del Sistema Nacional de Investigadores. Fue presidente de la International Organization of Biological Control de 1994 a 1998, de la Sección Sureste II de la Academia Mexicana de Ciencias de 2001 a 2003 y del Consejo Nacional Consultivo Fitosanitario de 2000 a 2008.
Una de sus aportaciones principales fue la investigación que realizó acerca del comportamiento de la mosca de la fruta (Drosophila melanogaster) la cual publicó en el Journal Plant Protection Convention. Esta investigación sirvió de base para la norma aprobada de la International Plant Protection Convention que siguen todos los países miembros de la Organización de las Naciones Unidas. Con este sustento científico se demostró que el aguacate Hass no es susceptible de albergar la larva de la mosca de la fruta, así México logró abrir el mercado estadounidense para la exportación de este producto que había estado cerrado por más de 80 años logrando una derrama económica superior a los 4500 millones de dólares y la creación de 25 000 empleos directos e indirectos entre 2005 y 2013. Por otra parte, dirigió la campaña emergente contra la bacteriosis de los cítricos, la cual ayudó a evitar pérdidas millonarias al mercado nacional de exportación de estos productos.
En su honor han sido nombradas las especies de avispas parasitoides Aganaspis alujai y Diachasmimorpha martinalujat, así como el género de insectos Alujamyia.

## Obras publicadas
Ha publicado más de 130 artículos y notas científicas para revistas especializadas, 18 capítulos para libros colectivos y un libro. Sus trabajos han sido citados en más de 1750 ocasiones.

## Premios y distinciones
- Premio de Investigación en Entomología Agrícola Harry A. Rosenfeld por la Universidad de Massachusetts en 1985.
- Premio King Baudouin por la International Foundation for Science en 1994.
- Premio de Investigación Científica en Ciencias Naturales por la Academia Mexicana de Ciencias en 1996.
- Premio Anual Estatal del Ingeniero Agrónomo por el Colegio Estatal de Ingenieros Agrónomos de Veracruz en 1997.
- Premio Nacional de Sanidad Vegetal por la Secretaría de Agricultura, Ganadería, Desarrollo Rural, Pesca y Alimentación en 2012.[6]
- Premio Nacional de Ciencias y Artes en el área de Tecnología y Diseño por la Secretaría de Educación Pública en 2013.[7]